# Olympische Sommerspiele 1968/Teilnehmer (Guatemala)
| Gelbes Symbol für Goldmedaillen mit stilisierten Olympischen Ringen | Graues Symbol für Silbermedaillen mit stilisierten Olympischen Ringen | Braundes Symbol für Bronzemedaillen mit stilisierten Olympischen Ringen |
| ------------------------------------------------------------------- | --------------------------------------------------------------------- | ----------------------------------------------------------------------- |
| —                                                                   | —                                                                     | —                                                                       |

Guatemala nahm an den Olympischen Sommerspielen 1968 in Mexiko-Stadt mit einer Delegation von 48 Athleten (47 Männer und eine Frau) an 37 Wettkämpfen in acht Sportarten teil. Es konnte keine Medaille gewonnen werden.

## Teilnehmer nach Sportarten

### Boxen
Männer
- Eugenio Boches
- Mario Mendoza

### Fußball
Männer
- Viertelfinale

- - Tor

1 Ignacio González
19 Julio Rodolfo García
  - Abwehr

2 Alberto Lopéz Oliva
3 Llijon León
4 Roberto Camposeco
5 Horacio Hasse
6 Luis Villavicencio
7 Hugo Montoya
  - Mittelfeld

9 Jorge Roldán
10 Hugo Torres
12 Antonio García
13 Rolando Valdez
17 Ricardo Alexander Clark
  - Sturm

8 Nelson Melgar
11 Jeron Slusher
14 Cesar Melgar
15 Hugo Peña
16 David Stokes
18 Edgar Chacón

### Gewichtheben
Männer
- Francisco Echevarría

### Leichtathletik
Männer
- Carlos Cuque
- Fulgencio Hernández
- Julio Ortíz
- Teodoro Palacios
- Julio Quevedo

### Radsport
Männer
- Francisco Cuque
- Jorge Inés
- Evaristo Oliva
- Saturnino Rustrián

### Ringen
Männer
- Ángel Aldama
- José Luis García
- José Manuel Hernández
- Gustavo Ramírez
- Javier Raxón

### Schießen
- Otto Brolo
- Gerardo Castañeda
- Víctor Castellanos
- Leonel Fernández
- José Marroquín
- Félipe Ortíz
- Fernando Samoya
- Francisco Sandoval
- Pablo Sittler

### Schwimmen
| Männer - Ramiro Benavides - Antonio Cruz | Frauen - Silvana Asturias |